# Rasmus Svendsens Skole
Rasmus Svendsens skole i Faxe er landets ældst bevarede folkeskole. 
Skolen blev bygget ca. 1633 på initiativ af præsten i Faxe, magister Rasmus Svendsen, idet han længe havde ønsket sig en skole i byen til almindelige mennesker. 
Med støtte fra lensmanden på Tryggevælde, Tyge Brahe (en brorsøn til astronomen), lejede han en grund, og byggede en skolebygning for egne midler.
I 1730 var skolen stærkt forfalden. 
Ved genopførelsen blev der bygget en anneksbygning (som blev revet ned i 1810), fordi den oprindelige skole var blevet for lille på grund af byens "Storhed og Folkerighed". 
I 1790 oplyses det, at skolen er blevet afløst af en større skole ved Faxe Kirkeplads. 
I 1977 blev skolen fredet og bygningen restaureret. Fra 2007 har skolen stået tom.
|  | Denne artikel om en bygning eller et bygningsværk kan blive bedre, hvis der indsættes et (bedre) billede. Du kan hjælpe ved at afsøge Wikimedia Commons for et passende billede eller lægge et op på Wikimedia Commons med en af de tilladte licenser og indsætte det i artiklen. |

55°15′39″N 12°07′4″Ø / 55.26083°N 12.11778°Ø